# Cucullia pseudumbratica
Cucullia pseudumbratica är en fjärilsart som beskrevs av Charles Boursin 1942. Cucullia pseudumbratica ingår i släktet Cucullia och familjen nattflyn. Inga underarter finns listade i Catalogue of Life.